# Pass Out
Pass Out je píseň britského grime zpěváka Tinie Tempaha. Píseň se nachází na jeho debutovém studiovém albu Disc-Overy. Produkce se ujal producent Labrinth. S touto písní mu vypomohl britský producent Labrinth.

## Hitparáda
| Země        | Umístění |
| ----------- | -------- |
| Nový Zéland | 33       |
| Evropa      | 7        |
| Irsko       | 6        |
| UK          | 1        |
| Česko       | 39       |

| "In My Head" od Jason Derulo | Anglické #1 hity 7. března ~ 20. března 2010 | "Telephone" od Lady Gaga featuring Beyonce |